# ده سم لوداب (لوداب)
ده سم لوداب (بالفارسية: ده سم لوداب) هي قرية تقع في إيران في قسم لوداب الريفي. يقدر عدد سكانها بـ 38 نسمة بحسب إحصاء 2016.